# NK Zeleni Brijeg Sisak
NK Zeleni Brijeg Sisak je nogometni klub iz sisačkog kvarta Zeleni Brijeg.

## Povijest
Nogometni klub Zeleni Brijeg Sisak osnovan je 17. lipnja 2009. godine u istoimenom sisačkom kvartu, u kojem su nekad djelovala tri kluba, NK Radnički, NK Tromeđa i NK Croatia. Osnovan je na inicijativu mladeži Zelenog Brijega i NK Croatia, a s ciljem da se oko kluba okupi što više djece i mladeži.
U sezoni 2012./13. NK Zeleni Brijeg je nakon samo četiri godine od osnivanja osvojio prvenstvo, te prešao u viši rang natjecanja (2. županijska liga). Osim seniora klub je formirao školu nogometa i registrirao mladež (pionire i juniore).
Nakon reorganizacije županijske lige (smanjenje broja liga) NK Zeleni Brijeg je kao 5. na tablici ispao u 3. ŽNL SMŽ - NS Sisak.
Promjenom trenera i dijela Uprave, te dovođenjem kvalitetnih igrača klub u sezoni 2014./15. osvaja drugo mjesto i mogućnost ulaska u viši rang kroz kvalifikacije. Pobjedom nad NK Jelengrad (3:0) kod kuće i remijem s NK Mladost Una (2:2), NK Zeleni Brijeg ulazi u viši rang te se trenutačno natječe u 2. ŽNL Sisačko-moslavačkoj.